# Latigammaropsis gemina
Latigammaropsis gemina is een vlokreeftensoort uit de familie van de Photidae. De wetenschappelijke naam van de soort is voor het eerst geldig gepubliceerd in 1995 door Myers.